# Governo De Gasperi VII
Il Governo De Gasperi VII è stato il sesto esecutivo della Repubblica Italiana, il terzo e ultimo della I Legislatura.
Esso, nato in seguito alle dimissioni del governo precedente, è rimasto in carica dal 26 luglio 1951 al 16 luglio 1953 (sebbene già dimissionario dal precedente 29 giugno), per un totale di 721 giorni, ovvero 1 anno, 11 mesi e 20 giorni. 
Per la prima volta in tutta la storia d'Italia, in questo governo una donna ricoprì la carica di sottosegretario: la democristiana Angela Maria Guidi Cingolani.

## Compagine di governo

### Appartenenza politica
L'appartenenza politica dei membri del Consiglio dei ministri al suo insediamento si può così riassumere:
| Partito | Partito                       | Presidente | Ministri | Commissari | Sottosegretari | Totale |
| ------- | ----------------------------- | ---------- | -------- | ---------- | -------------- | ------ |
|         | Democrazia Cristiana          | 1          | 13       | 3          | 33             | 50     |
|         | Partito Repubblicano Italiano | -          | 3        | 1          | 3              | 7      |
| Totale  | Totale                        | 1          | 16       | 4          | 36             | 57     |

### Provenienza geografica
La provenienza geografica dei membri del Consiglio dei ministri al momento dell’insediamento si può così riassumere:
| Regione               | Presidente | Ministri | Commissari | Sottosegretari | Totale |
| --------------------- | ---------- | -------- | ---------- | -------------- | ------ |
| Trentino-Alto Adige   | 1          | -        | 1          | -              | 2      |
| Lazio                 | -          | 2        | -          | 6              | 8      |
| Sicilia               | -          | 3        | -          | 3              | 6      |
| Veneto                | -          | -        | -          | 6              | 6      |
| Lombardia             | -          | 1        | -          | 3              | 4      |
| Toscana               | -          | 2        | 1          | -              | 3      |
| Emilia-Romagna        | -          | 1        | 1          | 1              | 3      |
| Campania              | -          | 1        | -          | 2              | 3      |
| Liguria               | -          | 1        | -          | 2              | 3      |
| Marche                | -          | 1        | -          | 2              | 3      |
| Piemonte              | -          | 1        | -          | 2              | 3      |
| Calabria              | -          | -        | -          | 3              | 3      |
| Sardegna              | -          | 1        | -          | 1              | 2      |
| Abruzzo               | -          | 1        | 1          | -              | 2      |
| Friuli-Venezia Giulia | -          | -        | -          | 2              | 2      |
| Puglia                | -          | -        | -          | 2              | 2      |

### Situazione parlamentare
| Camera                  | Collocazione     | Partiti                                                               | Seggi     |
| ----------------------- | ---------------- | --------------------------------------------------------------------- | --------- |
| Camera dei Deputati     | Maggioranza      | Centrismo (314): DC (305), PRI (9)                                    | 314 / 574 |
| Camera dei Deputati     | Appoggio esterno | Misto (3)                                                             | 3 / 574   |
| Camera dei Deputati     | Opposizione      | PCI (126), PSI (56), PSDI (33), BN (19), PNM (14), MSI (6), Misto (2) | 257 / 574 |
| Senato della Repubblica | Maggioranza      | Centrismo (137): DC (131), PRI (6)                                    | 137 / 237 |
| Senato della Repubblica | Appoggio esterno | Misto (2)                                                             | 2 / 237   |
| Senato della Repubblica | Opposizione      | PCI (47), PSI (25), PSDI (10), BN (7), Indipendenti (4), Misto (5)    | 108 / 237 |

## Composizione
| Carica                                    | Titolare                              | Titolare                                               | Titolare                                                     | Sottosegretari |
| Presidenza del Consiglio dei ministri     | Presidenza del Consiglio dei ministri | Presidenza del Consiglio dei ministri                  | Presidenza del Consiglio dei ministri                        | Sottosegretario di Stato alla Presidenza del Consiglio |
| ----------------------------------------- | ------------------------------------- | ------------------------------------------------------ | ------------------------------------------------------------ | --- |
| Presidente del Consiglio dei ministri     |                                       |                                                        | Alcide De Gasperi (DC)                                       | - Giulio Andreotti (DC) Sottosegretario del Consiglio dei ministri con delega per lo Spettacolo - Giorgio Tupini (DC) Sottosegretario per la Stampa e le Informazioni - Roberto Lucifredi (DC) Sottosegretario per la Riforma Burocratica - Edoardo Angelo Martino (DC) Sottosegretario per l'Assistenza ai Reduci e Partigiani |
| Vicepresidente del Consiglio dei ministri |                                       |                                                        | Attilio Piccioni (DC)                                        | - Giulio Andreotti (DC) Sottosegretario del Consiglio dei ministri con delega per lo Spettacolo - Giorgio Tupini (DC) Sottosegretario per la Stampa e le Informazioni - Roberto Lucifredi (DC) Sottosegretario per la Riforma Burocratica - Edoardo Angelo Martino (DC) Sottosegretario per l'Assistenza ai Reduci e Partigiani |
| Ministri senza portafoglio                |                                       |                                                        |                                                              | |
| Ministri senza portafoglio                |                                       |                                                        | Attilio Piccioni (DC)                                        | Attilio Piccioni (DC) |
| Ministri senza portafoglio                |                                       | Carlo Sforza (PRI) (fino al 4 settembre 1952)          |                                                              | |
| Ministero                                 | Ministri                              | Ministri                                               | Ministri                                                     | Sottosegretari di Stato |
| Affari esteri                             |                                       |                                                        | Alcide De Gasperi (DC)                                       | - Paolo Emilio Taviani (DC) - Francesco Maria Dominedò (DC) Sottosegretario per l'Emigrazione |
| Africa Italiana (soppresso)               |                                       |                                                        | Alcide De Gasperi (DC) (ad interim) (fino al 29 aprile 1953) | - Giuseppe Brusasca (DC) (fino al 29 aprile 1953) |
| Interno                                   |                                       |                                                        | Mario Scelba (DC)                                            | - Teodoro Bubbio (DC) |
| Bilancio                                  |                                       |                                                        | Giuseppe Pella (DC)                                          | - Tommaso Zerbi (DC) - Ennio Avanzini (DC) (fino al 28 aprile 1952) |
| Finanze                                   |                                       |                                                        | Ezio Vanoni (DC)                                             | - Edgardo Castelli (DC) - Gesumino Mastino (DC) |
| Tesoro                                    |                                       |                                                        | Ezio Vanoni (DC) (ad interim) (fino al 2 febbraio 1952)      | - Silvio Gava (DC) - Gennaro Cassiani (DC) Sottosegretario per i Danni di Guerra - Tiziano Tessitori (DC) Sottosegretario per le Pensioni di Guerra - Mario Martinelli (DC) - Ennio Avanzini (DC) (dal 28 aprile 1952) |
| Tesoro                                    |                                       | Giuseppe Pella (DC) (ad interim) (dal 2 febbraio 1952) |                                                              | - Silvio Gava (DC) - Gennaro Cassiani (DC) Sottosegretario per i Danni di Guerra - Tiziano Tessitori (DC) Sottosegretario per le Pensioni di Guerra - Mario Martinelli (DC) - Ennio Avanzini (DC) (dal 28 aprile 1952) |
| Grazia e Giustizia                        |                                       |                                                        | Adone Zoli (DC)                                              | - Egidio Tosato (DC) |
| Difesa                                    |                                       |                                                        | Randolfo Pacciardi (PRI)                                     | - Enrico Malintoppi (PRI) - Onofrio Jannuzzi (DC) - Silvano Baresi (DC) |
| Industria e Commercio                     |                                       |                                                        | Pietro Campilli (DC)                                         | - Emilio Battista (DC) - Antonio Carcaterra (DC) - Angela Maria Guidi Cingolani (DC) |
| Commercio con l'Estero                    |                                       |                                                        | Ugo La Malfa (PRI)                                           | - Lodovico Benvenuti (DC) |
| Agricoltura e Foreste                     |                                       |                                                        | Amintore Fanfani (DC)                                        | - Luigi Gui (DC) - Mariano Rumor (DC) |
| Lavori Pubblici                           |                                       |                                                        | Salvatore Aldisio (DC)                                       | - Ludovico Camangi (PRI) |
| Lavoro e Previdenza Sociale               |                                       |                                                        | Leopoldo Rubinacci (DC)                                      | - Filippo Murdaca (DC) - Giovan Battista Raja (PRI) - Dino Del Bo (DC) (fino al 29 luglio 1952) - Giovanni Bersani (DC) (dal 29 luglio 1952) |
| Trasporti                                 |                                       |                                                        | Piero Malvestiti (DC)                                        | - Bernardo Mattarella (DC) - Basilio Focaccia (DC) |
| Marina Mercantile                         |                                       |                                                        | Paolo Cappa (DC)                                             | - Fernando Tambroni (DC) |
| Poste e Telecomunicazioni                 |                                       |                                                        | Giuseppe Spataro (DC)                                        | - Vito Giuseppe Galati (DC) |
| Pubblica Istruzione                       |                                       |                                                        | Antonio Segni (DC)                                           | - Carlo Vischia (DC) - Raffaele Resta (DC) |
| Alti Commissariati                        |                                       |                                                        |                                                              | |
| Alimentazione                             |                                       |                                                        | Amintore Fanfani (DC)                                        | Amintore Fanfani (DC) |
| Igiene e la Sanità Pubblica               |                                       |                                                        | Mario Cotellessa (DC) (fino all’11 agosto 1951)              | Mario Cotellessa (DC) (fino all’11 agosto 1951) |
| Igiene e la Sanità Pubblica               |                                       | Giovanni Battista Migliori (DC) (dall’11 agosto 1951)  |                                                              | |
| Igiene e la Sanità Pubblica               |                                       | Aldo Spallicci (PRI) Alto Commissario Aggiunto         |                                                              | |
| Turismo                                   |                                       |                                                        | Pietro Romani (DC)                                           | Pietro Romani (DC) |

## Cronologia

### 1951
- 26 luglio 1951: De Gasperi scioglie la riserva e forma un governo composto da DC e PRI. Socialdemocratici e liberali rimangono all'opposizione.
- 27 luglio 1951: De Gasperi nomina per la prima volta nella storia d'Italia una donna al governo; la democristiana Angela Maria Guidi Cingolani ottiene la carica di sottosegretario per l'artigianato al Ministero dell'Industria e del commercio.
- 31 luglio: il Governo si presenta ai due rami del Parlamento:
- 8 agosto: il Senato accorda la fiducia al governo con 151 voti favorevoli, 101 contrari e 8 astensioni.
- 9 agosto: la Camera accorda la fiducia al governo con 291 voti favorevoli, 175 contrari e 42 astensioni.
- 5 settembre: De Gasperi si reca in visita ufficiale negli Stati Uniti e in Canada. Al centro dei colloqui con il Presidente Truman la questione della revisione del Trattato di pace e la soluzione del problema del Territorio Libero di Trieste. Partecipa dal 15 al 20 settembre alla riunione del Consiglio Atlantico a Ottawa e il 24 settembre parla al Congresso degli Stati Uniti, evidenziando i risultati ottenuti dall'Italia attraverso la ricostruzione e sollecita nuovi aiuti.
- 26 settembre: Stati Uniti, Gran Bretagna e Francia si dichiarano disponibili a rivedere il Trattato di pace con l’Italia.
- 8 ottobre: Consiglio nazionale DC: Giuseppe Dossetti si dimette dalla direzione e dal Consiglio nazionale. I dossettiani si spostano nella corrente «Iniziativa democratica» di cui assume la leadership Amintore Fanfani.
Il governo sovietico dichiara che l'Italia, in quanto nazione sconfitta, non può aderire alla ONU se prima non esce dalla NATO.
- 16 ottobre: al Senato De Gasperi respinge la posizione sovietica, rivendica il diritto dell’Italia di essere ammessa alle Nazioni Unite e ribadisce il carattere difensivo dell’Alleanza atlantica.
- 21 dicembre: Stati Uniti, Francia e Gran Bretagna procedono alla revisione del trattato di pace: scompaiono i limiti al riarmo e la condizione dell'Italia di paese conquistato.
- 24 dicembre 1951: scaduto il mandato italiano la Libia diventa indipendente.

### 1952
- 1º gennaio 1952: La FIAT licenzia il direttore dei servizi sociali, Battista Santhià, dirigente del PCI. Il licenziamento è motivato dall’incompatibilità fra la posizione di direttore della FIAT e i suoi obblighi di alto esponente di un partito di cui è ben noto il costante atteggiamento di ostilità e di lotta a scopo distruttivo nei confronti della Fiat.
- 3-7 gennaio: Congresso PSDI: forti dissensi interni sulla mancata partecipazione al governo. La gestione è affidata a un esecutivo provvisorio: Giuseppe Romita viene eletto segretario solo in febbraio.
- 4 gennaio: a Reggio Emilia la Celere carica una manifestazione di operai delle Reggiane che manifestano preoccupati sul futuro della fabbrica.
- 5 gennaio: la componente democristiana dei vespisti, che fa capo a Carmine De Martino mette in difficoltà il governo a causa dei pieni poteri che il consiglio dei ministri intende attribuire al ministro del bilancio Giuseppe Pella.
- 5-6 gennaio: il comitato centrale del PCI chiede di dare priorità alle spese per la ricostruzione su quelle per il riarmo militare.
- 16 gennaio: Umberto Calosso, docente universitario e deputato del PSDI, è aggredito da un gruppo di neofascisti che gli impediscono di tenere la sua lezione. Calosso durante la guerra aveva attivamente collaborato a Radio Londra.
- 17 gennaio: trattativa ufficiale tra la DC e il Partito Nazionale Monarchico in vista delle elezioni amministrative. Il segretario della DC Guido Gonella incontra Achille Lauro per convincerlo ad appoggiare la DC, ma i monarchici non intendono rompere il patto d'azione con il MSI.
- 19 gennaio: inizia in senato la discussione sulla Legge Scelba.
- 21 gennaio: l'URSS pone il veto all'ammissione dell'Italia all'ONU.
- 22 gennaio: il consiglio dei ministri stanzia 250 miliardi aggiuntivi per il riarmo.
Nel ferrarese, la polizia carica alcune migliaia di scioperanti che hanno occupato gli argini del Po per sollecitare i lavori di sistemazione e protezione del territorio dalle alluvioni. A Lagosanto sono incarcerate 8 persone, portate nel carcere di Comacchio; a Pomposa, si contano 3 fermati; 2 braccianti sono arrestati a Mezzogoro; a Jolanda altri 50. Due giorni prima, erano state arrestate altre 11 persone, di cui 5 rilasciate.
Pio XII nomina Luigi Gedda presidente dell’Azione cattolica.
- ̈24 gennaio: un'azione squadrista nei confronti della sede nazionale del PCI è respinta con furia, 2 feriti fra i dimostranti di destra, Renato Montagna e Giuseppe Ciarrapico. Gli ambienti missini e della destra extraparlamentare sono in agitazione a causa della discussione parlamentare della legge Scelba.
- 25 gennaio: la Legge Scelba passa al senato con 231 voti favorevoli, 14 contrari ed un astenuto.
Il Comitato politico dell’Assemblea generale delle Nazioni Unite approva l’ammissione dell’Italia all’ONU. L’Assemblea non ratifica la decisione e il 6 febbraio l’URSS pone un quinto veto all’ammissione dell’Italia, che invia una nota di protesta.
- 2 febbraio: Giuseppe Pella ottiene l'interim del tesoro.
- 10 febbraio: radiomessaggio di Pio XII in occasione delle elezioni amministrative. Il Papa invita a sostenere la DC e ammonisce i cattolici sulla necessità della loro unità politica in quest'unico partito.
L'assemblea generale dell'associazione magistrati chiede la presentazione e l'approvazione del disegno di legge relativo all'istituzione del Consiglio superiore della magistratura.
- 12 febbraio: attacco de l'Unità contro Luigi Gedda e Federico Lombardi, incaricati di mettere in pratica il discorso elettorale del papa con la cosiddetta "missione Roma". Saragat definisce padre Lombardi "un piccolo fascista".[3]
Padre Giuseppe Tenzi, ex cappellano della marina militare e parroco della parrocchia del Sacro cuore del Suffragio è nominato coordinatore delle forze cattoliche per le elezioni comunali di Roma. Nella lettera di investitura, il cardinale Micara gli scrive: «Ella dovrebbe costituire nel vicariato stesso un centro organizzativo e quanto mai attivo per gli scopi indicati dal Santo Padre aiutandomi e anche rappresentandomi in esso. In particolare dovrebbe rappresentarmi nel curare un sempre migliore coordinamento delle forze cattoliche, così numerose e fiorenti nella diocesi dinanzi alle necessità così gravi».
- 18 febbraio: Vanni Teodorani incontra riservatamente Luigi Gedda. Si pensa di fondare un fronte nazionale presieduto da Rodolfo Graziani in cui il MSI non dovrebbe apparire ufficialmente.
De Gasperi riafferma su il Popolo la sua personale obbedienza al papa ma aggiunge che nell'azione politica il partito si dichiara autonomo.
- 21 febbraio: l'organo ufficiale della Confindustria pubblica una dura recensione di "Settimo: non rubare", volume scritto da Ernesto Rossi sui potentati economici e le connivenze politico-affaristiche nell'Italia della ricostruzione.
- 23 febbraio: è approvata la legge d'iniziativa del governo che riconosce ai fini contributivi e della carriera il servizio prestato nelle forze armate della RSI.
- 25 febbraio: a Genova i portuali della CGIL bloccano lo scarico di armi e materiale bellico americano dal piroscafo ‘Monreale’. Era stato detto che il piroscafo, di 5.000 tonnellate di stazza, trasportava balle di cotone.
- 27 febbraio: Colle di Val d'Elsa, una manifestazione di braccianti in lotta contro l’agrario Pertini e gli sfratti violenti dal suo podere è repressa duramente dai carabinieri agli ordini del cap. Taddei, che dapprima disperdono i dimostranti, poi procedono al trasporto forzato delle masserizie e infine caricano i braccianti che si erano riuniti nuovamente, provocando 3 feriti.
- 1º marzo: il comitato esecutivo del PSDI si dichiara disponibile a trattare, senza pregiudiziali con la DC per gli apparentamenti, unica condizione che la DC che non si schieri con monarchici e missini. Il documento approvato si pronuncia anche sui rapporti con il PSI affermano che essi sono possibili solo se il PSI rompe con il PCI e si impegna a rispettare i deliberati dell’Internazionale socialista. Infine rivolge l’invito agli iscritti socialdemocratici ad uscire dalla CGIL.
- 2 marzo: Gonella parla a Ferrara e annuncia che le elezioni amministrative si svolgeranno in primavera e che la DC non rinuncia all’apparentamento con i monarchici. Ipotesi che incontra le riserve del PSDI e del PRI che non considerano democratico il Partito monarchico.
- 3 marzo: De Gasperi e Pacciardi riferiscono al Consiglio dei ministri i risultati della Conferenza di Lisbona. Nella stessa seduta si prospetta la data delle elezioni amministrative: il 25 maggio. Fra i partiti continuano le polemiche e le incertezze sugli apparentamenti. L’ipotesi DC di soluzioni caso per caso non convince il PLI che vuole stringere un accordo che sia il presupposto di un'alleanza politica anche per le elezioni politiche.
Avenza, 150 celerini irrompono nella Pibigas, occupata dai lavoratori e li scacciano.
A Carrara, in occasione di uno sciopero nell’Apuania, la Celere aggredisce alcuni cittadini intenti a leggere e commentare un giornale murale comunista, provocando alcuni contusi.
A Ribolla, la polizia carica un gruppo di minatori in sciopero che tentavano di formare una delegazione, invade la sede della Camera del Lavoro, arresta 2 operai e aggredisce il segretario della federazione minatori Eraldo Lucchesi.
- 4 marzo: Gonella esclude apparentamenti con i totalitari pur riservando alla DC la libertà di decidere caso per caso. Il partito, sempre secondo Gonella, sarà libero dalle pressioni del MSI dopo l'approvazione della legge Scelba.
- 5 marzo: il Senato approva la legge proposta dalla senatrice Lina Merlin sulla chiusura delle case di tolleranza.
- 6 marzo: su l'Osservatore Romano il cardinale Elia Dalla Costa definisce la libertà di stampa più dannosa di quella di pensiero.
- 6-8 marzo: congresso PRI: Al centro del dibattito il tema degli «apparentamenti» in vista delle prossime amministrative e nella prospettiva delle politiche del 1953. Nominato segretario Michele Cifarelli, proveniente dal Pd'A e confluito nel PRI con Ugo La Malfa. Piena fiducia al governo.
- 7 marzo: De Gasperi con una lettera al un settimanale «Oggi» interviene sulla questione delle alleanze elettorali. Il presidente del consiglio critica gli avversari ma non risparmia i suoi strali polemici nei confronti degli alleati che accusa di indebolire il suo progetto di alleanza. Un modo per confermare la scelta democristiana del caso per caso e di guardare oltre l’alleanza del 18 aprile in direzione della destra sia monarchica che missina.
- 12 marzo: riunione dei partiti di governo. all'ordine del giorno la questione degli apparentamenti in vista delle elezioni amministrative. Secondo quanto rivela «La Stampa» nell'incontro il segretario del PSDI Romita avrebbe chiesto al segretario della DC Gonella un rinvio delle elezioni amministrative per consentire al PSDI di svolgere il suo congresso straordinario e definire il suo orientamento.
- 14 marzo: Il quotidiano «Il Roma» di Napoli pubblica un articolo in cui sembra prossimo alla definizione un accordo per l’apparentamento elettorale fra la DC, i monarchici ed i missini per il comune di Napoli.
- 17 marzo: DC, PSDI, PRI e PLI raggiungono un accordo sugli apparentamenti con l’esclusione a sinistra del PSI e del PCI e a destra dei neofascisti. L’accordo, raggiunto dopo numerose riunioni, deve essere ratificato dalle rispettive Direzioni. Nonostante la partecipazione alle trattative del segretario Romita l’esecutivo del PSDI sconfessa l’accordo chiedendo l’esclusione dei monarchici da ogni apparentamento. La Direzione conferma questo orientamento e si pronuncia contro ogni apparentamento con la DC qualora decidesse di lasciare la scelta alle singole realtà locali. La decisione finale è rimandata alla Direzione convocata per il 26 marzo. La DC spera nell'aiuto di Saragat che si è dichiarato soddisfatto dell’accordo raggiunto. Solidali con la DC i repubblicani. Anche il PLI dopo qualche incertezza, si pronunciano contro l'accordo. Gonella segretario della DC avvia, riservatamente, trattative con il monarchico Achille Lauro.
- 19 marzo: i carabinieri caricano una manifestazione contadina a Villa Literno, indetta per protestare contro le ingiuste assegnazioni delle terre dell’Opera nazionale combattenti. Nel corso delle cariche i carabinieri uccidono un manifestante.
- 21 marzo: Gonella polemizza con liberali e socialdemocratici per il mancato accordo sugli apparentamenti. Intanto iniziano a formarsi nel Mezzogiorno le prime intese per liste civiche senza simboli di partito in cui insieme ad esponenti della DC confluirebbero anche elementi del MSI e dei Monarchici.
Si svolge un incontro segreto fra il maresciallo Rodolfo Graziani e Luigi Gedda, presidente dell’Azione cattolica. Graziani è accompagnato da Vanni Teodorani. Scopo dell’incontro costruire in vista delle amministrative liste uniche formate da uomini della DC, dell’azione cattolica, dei Comitati civici, del MSI, del PNM oltre a fascisti e monarchici indipendenti. Gedda assicura Graziani che il Vaticano inviterà la DC ad allargare il «fronte anticomunista» fino al MSI e da anche garanzie sull’insabbiamento della legge Scelba in discussione in Parlamento, che porterebbe allo scioglimento del MSI.
su mandato del Comitato centrale del PSI Pietro Nenni incontra Alcide De Gasperi per rappresentargli l’importanza che i socialisti attribuiscono al mantenimento del proporzionale nelle elezioni politiche del 1953. Nenni nel suo diario scrive che qualora nella DC prevalesse l’idea di manipolare in senso maggioritario la legge ciò, «avrebbe come ineluttabile conseguenza la guerra civile e la dittatura, non si può dire a priori di chi». Alla richiesta di De Gasperi di garanzie da parte socialista, Nenni afferma che con la conferma del proporzionale il PSI sarebbe disposto a partecipare con lista propria alle elezioni politiche.
- 26 marzo: dopo l’incontro con De Gasperi Nenni ha un colloquio con don Luigi Sturzo per sondare la sua opinione sulla legge maggioritaria per le politiche. Il fondatore del partito popolare gli espone le sue riserve ricordando la sua opposizione alla legge Acerbo del 1923.
- 28 marzo: Guido Gonella, in un’intervista all’agenzia di stampa Ansa, annuncia che «la DC lancerà un appello al Paese» e «promuoverà quella cooperazione che riterrà opportuna». La Direzione della DC approva il manifesto di impostazione della campagna elettorale in cui richiama l’attenzione di tutti gli italiani sul «pericolo social-comunista, che mira alla conquista dei Comuni con il proposito di servirsene per soffocare le libertà democratiche e tradire gli interessi nazionali». De Gasperi si incontra con Vigorelli, capogruppo del PSDI, che sta tentando di mediare fra le diverse opzioni socialdemocratiche nella prospettiva di facilitare l’accordo con la DC.
- 29 marzo: Nell’abbazia di Montecassino, è stipulato il cosiddetto «patto di Cassino», con il quale i rappresentanti di varie associazioni d’arma sotto la guida del maresciallo Rodolfo Graziani, formano una «Unione combattentistica» pronta a tutti gli eventi. Fra i firmatari del patto: Rodolfo Graziani, i generali Esposito, Canevari e Gazzera, il colonnello Festi, Arconovaldo Bonaccorsi, l’ex vice segretario del Pfr Pizzirani, la medaglia d’oro Ugolini, Vanni Teodorani.
A seguito delle dichiarazioni di Gonella i partiti di governo danno per scontata la fine dell'accordo del 17 marzo. A fronte della situazione di stallo il PRI è combattuto fra un accordo PRI - DC e monarchici senza l’appoggio del PSDI e del PLI o trovare un’intesa PRI-PSDI- PLI.
- 4 aprile: Il quotidiano di Napoli «Il Roma», di linea monarchica, scrive che se l’appello lanciato dalla Dc ai partiti anticomunisti è sincero bisogna non porre esclusioni ma stipulare accordi precisi che garantiscano l’individualità e l’autonomia dei partiti e dei movimenti da apparentarsi. E sottolinea che le forze nazionali sono decise a non prestarsi a un gioco di divisioni rivolto a distruggerle separatamente.
- 6 aprile: in un’intervista al Giornale d’Italia Lauro si dichiara contrario alla proposta della DC, disposta ad apparentarsi con i monarchici e con il MSI ma a condizione che la lista non si caratterizzi con i simboli dei vari partiti. Per Lauro occorre chiamare «indistintamente le forze democratiche e nazionali a concorrere alla battaglia contro il nemico comune che è il comunismo».
- 7 aprile: Un comunicato proveniente da ambienti governativi, afferma che "rinunciando a staccarsi dal Msi e ad inserirsi nell’attività democratica, il Pnm ripudia gli ideali della monarchia costituzionale e confessa il suo fondamentale carattere neofascista". Lo stesso Alcide De Gasperi, in un articolo su "Il Popolo", firmato ‘quidam de populo’, addossa ad Achille Lauro la responsabilità del fallimento dell’apparentamento elettorale fra la Dc e il Pnm, affermando che il suo partito "non poteva fare più di quanto ha fatto".
- 14 aprile: È presentata a Roma la ‘Lista cittadina’, capeggiata da Francesco Saverio Nitti che ha per simbolo il Campidoglio e riunisce i partiti di sinistra in vista delle elezioni amministrative.
- 16 aprile: si riuniscono i quattro partiti del cosiddetto «Blocco del 18 aprile» per concordare le intese elettorali. A Roma si dimettono 25 dirigenti del PRI contrari all’intesa con i «clericali». Dissenso anche da parte della maggioranza dell'Unione comunale romana del PSDI.
- 18 aprile: un autorevole rappresentante vaticano (l’ipotesi più accreditata è che si tratti di mons. Micara) s’incontra con Guido Gonella e gli rappresenta la volontà di Pio XII: per scongiurare una possibile vittoria dei partiti di sinistra a Roma la DC deve apparentarsi anche con monarchici e missini. L’ipotesi è una lista civica in cui i monarchici e i missini non entreranno come partiti ma forniranno singole personalità, animate dalla volontà di evitare che la città cada nelle mani dei comunisti e degli atei alleati con loro.
- 19 aprile: Gedda si incontra con De Gasperi e gli comunica che l’Azione cattolica avrebbe ritirato il suo appoggio alla DC se non si fosse alleata con l’estrema destra.
- 20 aprile: Giulio Andreotti, sottosegretario alla presidenza del Consiglio, su richiesta di De Gasperi, si incontra con Gonella e lo informa che l’alternativa alla lista civica proposta da Sturzo è una seconda lista cattolica, al di fuori della DC e con l’appoggio dei Comitati civici di cattolici e dell’«Osservatore Romano». Poi Andreotti si reca da De Gasperi che gli manifesta le sue contrarietà e persino la disponibilità a capeggiare una lista DC per Roma.
Nel pomeriggio Andreotti prende l’iniziativa di scrivere direttamente a Pio XII esponendogli le controindicazioni e i problemi che nascerebbero per la DC con un apparentamento con le destre. Nello stesso tempo rassicura il Pontefice che la DC «per parare sleali campagne dei fascisti» ha già ottenuto che in una solenne riunione degli ufficiali e degli appartenenti alla ex milizia si faccia formale riconoscimento della politica pacificatrice del governo, una riunione che sarà presieduta «dal generale Galbiati, già capo di Stato maggiore della Milizia ed uno dei 6 membri del Gran consiglio che il 25 luglio ’43 votarono contro l’odg Grandi». Dopo un’ora dall’invio dell’«appunto» al Pontefice Andreotti è convocato da monsignor Tardini che, smentita ogni volontà di formare un secondo partito cattolico, gli conferma che la «spoliticizzazione» della lista per Roma è vista favorevolmente negli «ambienti vaticani» e da «autorevoli» esponenti DC che ne erano stati gli ispiratori.
- 22 aprile: Il Popolo», pubblica l'articolo di don Luigi Sturzo Destino di Roma, formalmente una celebrazione del 2705° Natale di Roma in realtà un’anticipazione dell’appello che intende lanciare per la costruzione di una Lista civica per andare oltre il blocco dei partiti del 18 aprile e raccogliere i voti delle destre monarchiche e fasciste. Sullo stesso quotidiano l’annuncio «oggi Sturzo rivolgerà un appello ai Partiti per Roma», e sotto compare una dichiarazione di Guido Gonella: «Sono stato chiamato da don Sturzo il quale mi ha informato dell’appello che domani pubblicherà rivolgendosi ai vari partiti per le elezioni di Roma. Ho ringraziato don Sturzo del cortese invito rivolto alla Dc. Domani mattina gli risponderò dopo aver sentito la direzione della Dc e gli esponenti dei partiti con i quali abbiamo trattato gli apparentamenti.»
La radio in serata diffonde l’annuncio che il giorno dopo Don Sturzo lancerà un appello ai partiti del blocco del 18 aprile. Sempre in serata Don Sturzo, nella sua residenza al Convento delle Orsoline, incontra Gonella (DC) , Romita (PSDI) e Pacciardi (PRI). Sull’incontro Gonella rilascia una dichiarazione in cui, senza entrare in merito ai contenuti del colloquio, si riserva di rispondere a Sturzo dopo aver sentito la direzione DC. Intanto a Roma Andreoni rassegna le dimissioni dall’esecutivo del PSDI e sembrano ormai certe le dimissioni di Codignola. Annunciata una lista di scissionisti del PSDI alleata alla lista capeggiata da Nitti.
- 23 aprile: l’articolo di Don Sturzo produce l’immediata reazione dei partiti alleati della DC. Si riuniscono le direzioni del PSDI, del PRI e del PLI, tutte si pronunciano contro la lista clerico-fascista indirettamente annunciata e si dichiarano pronti a presentare liste autonome. La Malfa e Pacciardi minacciano le dimissioni dal Governo. Nella riunione della direzione DC che si svolge a Castelgandolfo nel pomeriggio del 22 aprile l’ordine del giorno proposto da Ravaioli contrario all’inclusione del MSI è respinto per un solo voto di maggioranza. Scelba minaccia le dimissioni di fronte alla richiesta del MSI di ritirare la legge sulla repressione del neofascismo, di cui è primo firmatario. «Il Popolo» rende noto il giorno dopo il fallimento dell'operazione Sturzo per le amministrative di Roma.
Pio XII fa sapere ai dirigenti democristiani che a parte l’impressione sul modo con cui erano state interrotte le trattative, era d’avviso che ormai non ci fosse altro da fare che concentrare gli sforzi dei cattolici sulla Democrazia cristiana.
- 26 aprile: l'Unità inizia la pubblicazione delle rivelazioni di padre Alighiero Tondi, che ha partecipato con Luigi Gedda alle trattative col MSI.
- 4 maggio: Roma, al termine di un comizio di Giorgio Almirante a piazza Augusto Imperatore alcune centinaia di missini formano un corteo che tenta di percorrere via del Corso, ma sono bloccati e caricati dalla polizia che opera diversi fermi.
I carabinieri sequestrano a un gruppo di malavitosi armi improprie fra cui manganelli con impressa la falce e martello e la scritta «viva Stalin». Dalle indagini risulta che i malavitosi sarebbero stati assoldati da esponenti DC per compiere azioni squadristiche da attribuire al PCI.
- 13 maggio: il Governo presenta il disegno di legge in difesa delle istituzioni con la repressione dell’apologia della violenza, dei reati di sabotaggio militare ed economico, incitamento alla diserzione e al disfattismo.
- 18 maggio: l’Osservatore romano Dalla Torre invita i cattolici a non disertare le urne. L’astenersi dal voto sarebbe un peccato mortale verso Dio, la Chiesa e la Patria e invita a votare per la DC.
Carlo Carretto, presidente della Gioventù cattolica, in polemica con Gedda si pronuncia contro ogni apparentamento con il MSI ed esprime un netto rifiuto del fascismo.
- 22 maggio: De Gasperi afferma in un comizio a Napoli che la democrazia ha due avversari, prima il comunismo poi il nazionalismo, e che vanno combattuti entrambi.
- 25 maggio: elezioni amministrative in Umbria, Lazio, Mezzogiorno e isole. La DC si attesta intorno 36% , circa un milione di voti in meno rispetto al 1948. Avanzano le sinistre. Forte incremento del MSI che raggiunge il 13%. Il Partito monarchico il 14%. A Roma, in virtù dell’apparentamento, la DC con la lista capeggiata da Rebecchini vince sul Blocco del popolo, la lista capeggiata da Saverio Nitti.
- 28 maggio: inizia alla Camera la discussione sulla legge Scelba. Giorgio Almirante nega che si possa paragonare il MSI al Partito nazionale fascista e ricorda che i democristiani «oggi si scagliano contro il MSI, mentre alla vigilia del 25 maggio ricercarono un’alleanza…» e che in molti comuni al DC si è apparentata con il MSI e ancora ne cerca l’appoggio per la formazioni di amministrazioni comunali e provinciali «contro i partiti di sinistra». La legge è infine approvata il 10 giugno con 410 voti a favore e 43 contrari: fra questi ultimi il democristiano Reggio D’Aci, i liberali Giuseppe Nitti e Cifaldi, i monarchici Covelli, Palmieri e Gerardo De Caro, Guglielmo Giannini, il democristiano Domenico Latanza, che passerà in seguito nel gruppo missino.
- 4-5 giugno: direzione nazionale PCI: Togliatti afferma: "Sarebbe un errore dire che oggi il pericolo principale è il fascismo. Il nemico principale è invece la DC, che ha mantenuto solide posizioni come forza della conservazione e della reazione. I clerico fascisti vorrebbero una trasformazione reazionaria violenta. Ciò provocherebbe lo spostamento di altre forze a sinistra. Gli industriali del nord non sembrano essere su questa soluzione, temendone i rischi. La DC cercherà di condurre l’azione repressiva senza ricorrere a forme reazionarie aperte. Sulle sue scelte influiranno molti elementi imprevedibili. Cercare nuove alleanze sul terreno antifascista, ma non dimenticare mai che il nemico principale è la DC. Sarebbe uno dei più grossi errori che si possono commettere".
- 11 giugno: Il segretario della DC Guido Gonella annuncia ufficialmente la proposta di modificare la legge elettorale istituendo un premio di maggioranza.
approvazione alla Camera della legge di ratifica ed esecuzione degli accordi internazionali firmati a Parigi il 18 aprile 1951: a) Trattato che istituisce la Comunità Europea del Carbone e dell'Acciaio e relativi annessi; b) Protocollo sui privilegi e le immunità della Comunità; c) Protocollo sullo Statuto della Corte di giustizia; d) Protocollo sulle relazioni con il Consiglio d'Europa; e) Convenzione relativa alle disposizioni transitorie. Ostruzionismo delle sinistre e tumulti durante la seduta.
- 14 giugno: Achille Lauro è eletto sindaco di Napoli anche grazie alle schede bianche della DC e del PCI. Nella prima seduta del nuovo Consiglio comunale è respinta la proposta di Giorgio Amendola e di Giovanni Leone per l'esame dei trascorsi fascisti di 13 eletti della maggioranza monarchico-missina che li renderebbe ineleggibili.
- 18 giugno: la Camera approva in via definitiva il disegno di legge recante Norme di attuazione della XII disposizione transitoria e finale (comma primo) della Costituzione (detta Legge Scelba) approvato dal Senato il 1º febbraio.
- 20 giugno: consiglio nazionale DC: Gonella introduce la discussione con l’esame dei risultati elettorali delle amministrative per scagliarsi poi contro il PCI arrivando ad affermare che le feste dell’«Unità» e le manifestazioni culturali comuniste sono caratterizzate da «immoralità». Annunciata una campagna contro la «preoccupante penetrazione socialcomunista» afferma la necessità di varare una legge elettorale maggioritaria che garantisca alla DC un’ampia sicurezza nella formazione del governo. Contro l’introduzione del maggioritario si pronuncia Giovanni Gronchi della sinistra e la destra rappresentata dai «vespisti». Favorevole l’area di centro destra di Piccioni – Andreotti. Di fronte alle riserve lo stesso De Gasperi presenta l’ordine del giorno conclusivo che conferma la volontà di procedere alla riforma del sistema elettorale.
- 21 giugno: le opposizioni accusano la DC di voler riesumare la legge Acerbo.
- 28 giugno: De Gasperi annuncia il disegno di legge sulla stampa. Il nuova normativa prevede fra l’altro la presunzione di colpa da parte del direttore circa contenuti degli articoli lesivi di diritti di terzi, la consegna d’obbligo alle forze di polizia dei giornali prima della diffusione, l’estensione del sequestro della stampa quotidiana e periodica nei casi di vilipendio alle istituzioni, offesa al capo dello Stato e al Pontefice. Critiche dai quotidiani della sinistra e dalla stampa cosiddetta «indipendente». Il Sole 24 ore definisce il progetto «mostruoso». Fortemente critiche le redazioni de La Stampa e il Corriere della sera. Proteste dalla Federazione della stampa.
- 28 giugno: La FIAT ordina il licenziamento di nove attivisti sindacali della CGIL, della CSIl e della UIL. Continuano i licenziamenti di sindacalisti ex partigiani e militanti di sinistra ordinati dal ministro Pacciardi alla Difesa.
- 4 luglio: Il giornale di destra Il Secolo d'Italia annuncia che il presidente del partito monarchico Achille Lauro il 16 luglio sarà a Milano per un discorso agli industriali settentrionali. Intanto a Palermo è eletto sindaco il prof. Sendulo della DC con i voti determinanti del MSI e del monarchici.
- 13 luglio: Achille Lauro, presidente del partito nazionale monarchico e sindaco di Napoli, dichiara che il PNM non è legato da accordi con il MSI e lascia intendere di essere disponibile ad accordi con la DC.
- 16 luglio: Togliatti e Saragat firmano una proposta di legge costituzionale per prorogare di ulteriori cinque anni, a partire dal 1º gennaio 1953, la normativa della XII disposizione transitoria che vieta agli ex gerarchi fascisti il diritto elettorale attivo e passivo. Il capogruppo della DC Bettiol pronuncia subito il parere contrario.
- 25 luglio: il governo raggiunge un accordo con l’ambasciatore americano William H. Draper per aiuti finanziari per 110-120 milioni di dollari, commesse industriali per 250, forniture militari per 250-350.
- 26-29 luglio: congresso del MSI: l'assise discute e si divide sull'alleanza con i monarchici. Proclamato irrinunciabile l'ingresso di Trieste all'Italia. Augusto De Marsanich confermato segretario. A pochi giorni dalle conclusioni del Congresso gli esponenti della corrente di sinistra repubblichina «Gruppi Autonomi Repubblicani», capeggiati da Giorgio Pini, contrari all'alleanza col PNM, escono dal partito ed il 31 agosto danno vita al «Raggruppamento Sociale Repubblicano».
- 14 agosto: don Angelo Brucculeri interviene a favore della legge di riforma elettorale maggioritaria sostenuta dalla DC. Scrive il gesuita: la ragione che spinge la DC a riformare la legge elettorale è «che intende ben prepararsi al prossimo cimento delle consultazioni politiche e trionfare sulle schiere ubriache di miti totalitari che hanno per emblema la falce e il martello o il malfamato fascio littorio».
- 31 agosto: De Gasperi parla a Predazzo ed afferma che è impossibile ogni partecipazione dei comunisti al governo fino a quando il PCI resta fedele alla pratica e alle dottrine seguite in URSS, ideologie in conflitto con la libertà e con la democrazia. Lascia intendere che è possibile una revisione dell’art.139 della Costituzione che consentirebbe il ritorno in Italia di Umberto di Savoia.
- 3 settembre: cariche della polizia contro operai in sciopero alla conceria Dal Vivo di Empoli e alle Officine Reggiane.
- 7 settembre: Togliatti pubblica un duro editoriale contro la riforma maggioritaria della legge elettorale.
- 4-7 ottobre: congresso straordinario del PSDI. Vincono le componenti favorevoli alla riforma della legge elettorale e alla collaborazione con i partiti di centro. Giuseppe Saragat è eletto segretario.
- 7 ottobre: Arcinazzo: Nella tenuta del maresciallo Rodolfo Graziani, si svolge un raduno degli arditi milanesi. La sera dello stesso giorno, incalzato dalle proteste della sinistra, il ministro dell’Interno Mario Scelba dirama un comunicato in cui afferma che il raduno si è svolto in un luogo privato e quindi non c'erano i termini per un intervento della PS.
- 10 ottobre: il consiglio nazionale del PLI si dichiara favorevole al maggioritario ma pone come condizione che la maggioranza non deve avere più dei tre quinti dei seggi.
- 10-15 ottobre: nel Centro e nel Mezzogiorno si sviluppano le occupazioni delle terre incolte. Ovunque violenze e repressioni delle forze dell’ordine. Il 14 ottobre, un primo successo della lotta dei contadini, il Consiglio dei ministri approva decreti di esproprio per 57.458 ettari. Scarcerati 21 contadini arrestati nel corso delle occupazioni.
- 12 ottobre: al teatro Lirico di Milano si svolge un raduno indetto dal MSI. Interviene Augusto De Marsanich in sostituzione dei previsti interventi del maresciallo Graziani e del principe Borghese. Forti proteste dei movimenti antifascisti della città.
- 15 ottobre: il PCI annuncia un passo nei confronti del presidente della Repubblica per denunciare le violazioni costituzionali della maggioranza: la volontà di impedire ai cittadini l’esercizio dei referendum, la mancata formazione della Corte costituzionale, le leggi in merito ai diritti dei cittadini e sindacali, la nuova legge elettorale.
- 17 ottobre: Saragat rivolge un appello al PSI a rompere con il PCI e formare un unico partito socialista
- 18 ottobre: il Consiglio dei ministri approva la modifica della legge per l’elezione della Camera dei deputati, che prevede un premio di maggioranza equivalente al 65% dei seggi, per il partito, o per la coalizione, che ottenga il 50 % più uno dei voti. Le opposizioni di sinistra e destra la definiscono legge truffa.
- 23 ottobre: Mauro Scoccimarro illustra quanto la delegazione del partito ha esposto al presidente della Repubblica, ossia che la legislatura non può terminare senza l'approvazione delle leggi costituzionali. Espone le critiche alla legge elettorale presentata dalla DC.
- 30 ottobre: la celere carica in via XX settembre il corteo dei lavoratori delle Ferriere Bruzzo di Bolzaneto che insieme alle loro famiglie manifestano per la difesa del posto di lavoro. Nonostante le cariche il corteo sfila per le vie del centro.
- 15 novembre: DC, PSDI, PLI e PRI raggiungono l’accordo sulla legge di riforma elettorale, ribattezzata dalle opposizioni legge truffa.
- 21-26 novembre: congresso della DC: Gonella confermato segretario. Il nuovo consiglio nazionale viene eletto su una lista unica, denominata "concentrazione unitaria", voluta da De Gasperi per unire tutte le forze del partito in vista della battaglia parlamentare sulla legge elettorale.
- 3 dicembre: alla Camera inizia la discussione sulla modifica della legge elettorale. Le sinistre si impegnano fin dalle prime battute in un duro ostruzionismo parlamentare, presentano due pregiudiziali di costituzionalità e chiedono di dare la precedenza alle norme per l'avvio della Corte costituzionale e di istituzione del referendum abrogativo.
Tristano Codignola, leader della corrente di sinistra, è espulso dal partito per la sua opposizione alla riforma elettorale maggioritaria. Nei giorni successivi si dimettono dal PSDI: Piero Calamandrei, Cossu, Vittorelli, Greppi, Pieraccini, Zanfagnini, Lopardi, Giovi, Cavinato, le federazioni di Bari, Aquila e Arezzo si dichiarano autonome.
L'azione cattolica propone l’arresto dei parlamentari che si oppongono con l’ostruzionismo all’approvazione della legge
Il 29 dicembre la discussione è rinviata al 7 gennaio 1953.
- 15 dicembre: X sessione del Consiglio atlantico a Parigi: De Gasperi chiede un coordinamento della lotta contro il comunismo sia sul piano internazionale che su quello interno.

### 1953
- 7 gennaio: riprende alla camera la discussione sul disegno di legge per la riforma elettorale. Le opposizioni presentano 1.700 emendamenti. Manifestazioni in tutta Italia contro il provvedimento, molte delle quali duramente represse dalla PS. Piazza Montecitorio è presidiata da 150 agenti di polizia con l'ordine di reprimere qualsiasi manifestazione. Il 14 gennaio, al termine della discussione generale, De Gasperi pone la fiducia sul voto finale.
- 9-11 gennaio: Congresso PSI. Nenni ribadisce la politica della «alternativa socialista» e il neutralismo in politica estera. Il Congresso decide che il partito si presenterà alla prossime elezioni politiche con il proprio simbolo. Riaffermata la validità del patto di unità d’azione con il PCI. Nenni e Morandi sono rispettivamente riconfermati segretario nazionale e vice segretario.
- 9 gennaio: Contro la legge truffa manifestazioni indette dal PCI e dal PSI in tutto il paese. A Livorno la manifestazione è caricata dalle polizia con caroselli e manganellate. Sciopero generale a Genova. A Roma cortei, fermate dal lavoro. una delegazione si reca a protestare alla Camera dei deputati. E ancora Firenze, Sesto San Giovanni, Napoli e tanti altri centri.
- 10 gennaio: Scioperi alla Fiat e cortei contadini in Puglia. A Roma, la polizia aggredisce i manifestanti a Torpignattara e Trastevere, molti contusi e fermati. Altri fermi sono operati a Trionfale. In serata, una manifestazione per lo più di donne proveniente da Monterotondo è caricata dalla polizia a Piazza Colonna con 35 arresti.
- 12 gennaio: Programmato da mezzanotte del 13 gennaio lo sciopero delle Ferrovie. L’appello di De Gasperi alla revoca dello sciopero porta la CSIL a ritirare la propria adesione. Intanto la Confindustria con una lettera alle organizzazioni sindacali ribadisce il rifiuto a trattare su ogni miglioramento salariale.
- 12 gennaio: A Roma è caricata dalla polizia una manifestazione a via Tiburtina.
- 14 gennaio: Roma – La città è presidiata da ingenti forze di polizia. Nonostante questo continuano le manifestazioni. Davanti a Montecitorio fermati oltre 150 dimostranti.
A Brindisi, una manifestazione contro la legge elettorale maggioritaria è caricata dalla polizia; sono colpiti anche il direttore di un settimanale liberale e un consigliere comunale.
- 18 gennaio: Si svolge a Bologna il convegno nazionale dei dissidenti del PSDI che fanno capo a Codignola.
- 20 gennaio: A Bologna le cariche della Polizia e gli arresti contro gli oppositori proseguono fin dentro la basilica di San Petronio.
- 21 gennaio: il Senato approva la costituzione dell’Ente nazionale idrocarburi (Eni).
- 22 gennaio: Le opposizioni democratiche illustrano al capo dello Stato le ragioni dell’ostruzionismo alla legge di modifica della legge elettorale.
- 8 marzo: inizia al Senato la discussione sulla legge elettorale. De Gasperi premette che verrà posta la fiducia sulla votazione dei singoli articoli e sulla votazione finale.
- 23 marzo: Il presidente del Senato Giuseppe Paratore si dimette in seguito agli incidenti avvenuti al Senato nel corso della discussione sulla modifica della legge elettorale
- 24 marzo: Indetto dalla Camera del Lavoro di Napoli lo sciopero contro la legge truffa
- 25 marzo: Senato - Meuccio Ruini è eletto presidente dell'Assemblea con soli 169 voti su 301. La mobilitazione contro la “Legge Truffa”. La Cgil indice uno sciopero generale per il 30 marzo
- 26-29 marzo: seduta ininterrotta del Senato dalle 10:30 del 26 marzo alle 15:55 del 29 marzo.
- 30 marzo: nuova delegazione delle opposizioni di sinistra da Einaudi. Umberto Terracini, Ferruccio Parri, Enrico Molé, Sandro Pertini, Mauro Scoccimarro e altri chiedono di non promulgare la legge.
- 31 marzo: Einaudi promulga la nuova legge elettorale. Avviate le necessarie consultazioni il 4 aprile firma il decreto di scioglimento delle camere, che indice le elezioni per il 7 giugno.
- 7 aprile: Ferruccio Parri si dimette dal PRI e insieme a Piero Calamandrei fondano Unità Popolare, che presenterà proprie liste alle elezioni politiche.
- 7 giugno: Si svolgono le elezioni politiche. Non scatta la legge maggioritaria (la «legge truffa»). I partiti apparentati (DC, PSDI, PRI, PLI) alla Camera non raggiungono il 50,1% dei voti, si fermano al 49,85%. La DC perde circa 2 milioni di voti rispetto al 1948, passando dal 48,51% al 40,10% , da 305 a 263 seggi. Complessivamente PSDI, PLI e PRI raggiungono i 2 milioni di voti. Il PSDI passa da 33 a 19 seggi, i liberali da 19 a 14, il PRI da 9 a 5. Una netta sconfitta. Avanzano le destre missine e monarchiche. Per effetto del ruolo di Lauro a Napoli i monarchici passano dal 2,78% al 6,85% portando i seggi da 14 a 40; il MSI passa dal 2,01% al 5,84% aumentando i seggi da 6 a 29. Buono il risultato delle sinistre (PCI-PSI) che complessivamente passano da 8 a 9 milioni e mezzo. Il PCI si attesta al 22,60% e il PSI al 12,70% , rispettivamente 143 e 75 seggi. De Gasperi decide di non richiedere una verifica dei voti nulli per evitare che il meccanismo della legge finisca con lo scattare per un numero esiguo di consensi, una decisione maturata per evitare lo scoppio di disordini ritenuti incontrollabili perfino da un ministro degli interni come Mario Scelba.
- 29 giugno: De Gasperi si dimette[4].
- 8 luglio: la Camera approva in via definitiva la costituzione dell’Ente nazionale idrocarburi.

### Esplicative
1. ↑  Di cui uno era anche Vicepresidente del Consiglio dei ministri.
2. ↑  SVP (3).
3. ↑  PCd'I (1), PSd'Az (1).
4. ↑  SVP (2).
5. ↑  PNM (3), MSI (1), PSd'Az (1).
6. ↑  Sostituito momentaneamente, dal 7 al 17 settembre 1952, dal Vicepresidente Attilio Piccioni (DC) sia nel suo ruolo di Presidente del Consiglio dei ministri che di Ministro dell’Africa Italiana.
7. ↑  Ministero soppresso con L. del 19 aprile 1953, n. 430.
8. ↑  Sostituito temporaneamente, per motivi di salute, dal ministro Giuseppe Spataro (DC) dall'11 luglio al 18 settembre 1952.

### Bibliografiche
1. ↑   La visita al Quirinale, su archiviolastampa.it, 27 luglio 1951. URL consultato il 15 giugno 2018.
«Roma, 26 luglio. Questa mattina, alle 11,30, il Presidente della Repubblica ha ricevuto al Quirinale l'on. De Gasperi che, dopo aver sottoposto i decreti di costituzione del nuovo Ministero alla firma del Capo dello Stato, ha prestato nelle sue mani il giuramento di rito alla presenza dei testimoni avv. Carbone, segretario generale della Presidenza della Repubblica, e del generale Marazzani, consigliere militare.»
2. ↑   De Gasperi espone le direttive per l'azione del nuovo governo, su archiviolastampa.it, 17 luglio 1953.
3. ↑  l'Unità, 12 febbraio 1952.
4. ↑   De Gasperi al Quirinale per le dimissioni del Governo, su archiviolastampa.it, 29 giugno 1953.